# Nutació

Rotació (verd), precessió (blau) i nutació (vermell) de la Terra

La nutació és una lleugera oscil·lació (com un moviment de caboteig) de l'eix de rotació d'un planeta./Petit moviment d’oscil·lació de l’eix de la Terra que se sobreposa al moviment de precessió.
En el cas de la Terra, la nutació és provocada per l'atracció diferencial del Sol i de la Lluna sobre el bombament equatorial de la Terra. El seu efecte se superposa al moviment de precessió i es manifesta com una petita oscil·lació cònica de base el·líptica sobre la posició mitjana de l'eix terrestre. Es compon de diverses oscil·lacions superposades, però la més important provoca que els pols de la Terra es desplacin uns nou segons d'arc cada 18,6 anys.
La nutació va ser descoberta el 1728 per l'astrònom anglès James Bradley. Fins 20 anys més tard, no es va saber que la causa del moviment era l'atracció gravitatòria de la Lluna combinada amb la del Sol.